# Arrigo da Campione
Arrigo da Campione oder Enrico da Campione (* um 1220 in Campione d’Italia; † um 1270 ebenda?) war ein italienischer Bildhauer und  Architekt der Gotik.

## Leben
Arrigo war Sohn des Otacio und Enkel des Anselmo da Campione, am 30. September 1244 erneuerte er den von seinem Großvater geschlossenen Vertrag, welcher ihm und seinen Erben Arbeit am Bau der Kathedrale von Modena mit fester Besoldung sicherte. Luigi Petrocchi behauptet, Arrigo sei der magister Henricus, der in der ersten Periode (1228–1267) des Baus der Kathedrale von Massa Marittima Leiter der Arbeiten war.